# Spilosoma athena
Spilosoma athena là một loài bướm đêm thuộc phân họ Arctiinae, họ Erebidae.